# Origny-en-Thiérache
Origny-en-Thiérache település Franciaországban, Aisne megyében. Lakosainak száma 1354 fő (2022. január 1.). Origny-en-Thiérache La Bouteille, Buire, La Hérie, Landouzy-la-Cour, Landouzy-la-Ville, Neuve-Maison és Ohis községekkel határos.

## Népesség
A település népességének változása:
| Lakosok száma | 1861 | 1695 | 1557 | 1501 | 1582 | 1503 | 1453 | 1432 | 1409 | 1354 |
|               | 1968 | 1982 | 1990 | 2006 | 2013 | 2015 | 2017 | 2019 | 2020 | 2022 |